# Покровка (Батецкий район)
Покро́вка — деревня в Батецком муниципальном районе Новгородской области, относится к Передольскому сельскому поселению.
Покровка расположена на правом берегу реки Луга, в 1,5 км западнее деревни Смыч и в 2 км восточнее деревни Теребони. Административный центр муниципального района — посёлок Батецкий находится в 21 км северо-западнее деревни.
В деревне в 2006 году было 19 дворов. Через деревню проходит автомобильная дорога от станции Мойка до города Луга.

## Население
| 2010 |
| ---- |
| 5    |